# 보통사람
"보통사람"은 2017년에 개봉한 대한민국의 영화이다.

## 캐스팅
- 손현주 : 강성진 역 - 강력계 형사
- 장혁 : 최규남 역 - 안기부 실장
- 김상호 : 추재진 기자 역 - 자유일보
- 조달환 : 김태성 역
- 지승현 : 박동규 역 - 신입 형사
- 오연아 : 박선희 기자 역 - 자유일보
- 박지일 : 이 국장 역 - 자유일보
- 최윤소 : 지숙 역
- 강현구 : 강민국 역 - 강성진 아들
- 주석태 : 젊은 검사 역
- 박경근 : 양 반장 역
- 황무영 : 발바리 역
- 박형수 : 요원 1 역
- 여무영 : 박 교수 역
- 박상혁 : 박 형사 역
- 김송일 : 김 형사 역
- 박창희 : 이 형사 역
- 강동우 : 강 형사 역
- 한하나 : 한 순경 역
- 이유진 : 최미자 역
- 장용철 : 마 국장 역
- 허선행 : 강 국장 역
- 김정수 : 서장 역
- 윤정열 : 안기부요원 윤 요원 역
- 정한빈 : 안기부요원 정 요원 역
- 김문종 : 안기부요원 김 요원 역
- 고건우 : 안기부요원 고 요원 역
- 김건 : 안기부요원 김 요원 역
- 이학렬 : 안기부요원 이 요원 역
- 김도엽 : 민국친구 역
- 백금성 : 민국친구 역
- 조큰별 : 민국친구 역
- 서주연 : 민국친구 역
- 주광현 : 발바리 일당 역
- 박재철 : 발바리 일당 역
- 설주미 : 캐디 역
- 김현창 : 안치소 직원 역
- 양명헌 : 양복사내 역
- 매튜 도우마 : 로이터 마이클 역
- 최범호 : 의사 역
- 남재현 : 앵커 역
- 유영복 : 앵커 역
- 윤파란 : 앵커 역
- 황보혜경 : 앵커 역
- 유재상 : 자유일보기자 역
- 신승환 : 자유일보기자 역
- 이승용 : 자유일보기자 역
- 남정우 : 자유일보기자 역
- 황대준 : 자유일보기자 역
- 하지만 : 오브리밴드 역
- 이종구 : 오브리밴드 역
- 장용복 : 문간방 노주인 역
- 김장원 : 의사 역
- 장영 : 의사 역
- 오진하 : 간호사 역
- 김유진 : 간호사 역
- 김시영 : 기자 역
- 김종호 : 기자 역
- 권오수 : 나의원 역
- 임용순 : 정의원 역
- 박용진 : 박의원 역
- 김양훈 : 대리점앞남 역
- 오승율 : 성인 민국 역
- 최미선 : 성인민국아내 역
- 강채민 : 민국 아들 역
- 장세록 : 아기 민국 역
- 이창직 : 판사 역
- 손동일 : 세탁소주인 역
- 유진희 : 대폿집여주인 역
- 정원태 : 안기부 정문요원 역
- 이지은 : 다방녀 역
- 신정만 : 몽타주남 역
- 신정섭 : 언론사국장 역
- 이정철 : 언론사국장 역
- 이건창 : 언론사국장 역
- 조경훈 : 시청앞시위대학생 역
- 김선영 : 시청앞시위대학생 역
- 윤정근 : 시청앞시위대학생 역
- 허정훈 : 시청앞시위대학생 역
- 유소이 : 마당기생 역
- 조아진 : 요정기생 역
- 심현지 : 요정기생 역
- 허나경 : 요정기생 역
- 임지민 : 요정기생 역
- 김혜지 : 요정기생 역
- 서우린 : 요정기생 역
- 이운규 : 요정기생 역
- 윤나현 : 요정기생 역
- 김근효 : 요정기생 역
- 정희중 : 요정안내남 역
- 송요셉 : 고문기술자 역
- 노시홍 : 고문기술자 역
- 오윤석 : 고문기술자 역
- 최예준 : 시위대학생 역
- 장병수 : 시위대학생 역
- 윤준호 : 취조실조사관 역
- 이영호 : 취조실조사관 역
- 이원희 : 교도관 역
- 임현성 : 교도관 역
- 양재영 : 교도관 역
- 이형기 : 운동회 이인삼각 아빠 역
- 이의창 : 운동회 이인삼각 아들 역
- 라미란 : 아내 송정숙 역 (특별출연)
- 정만식 : 신용수 제2차장 역 (특별출연)
- 손병호 : 안기부장 역 (특별출연)
- 장광 : 김 의원 역 (특별출연)
- 리사 : 여가수 (지영미) 역 (특별출연)
- 최성민 : 남배우 (김대식) 역 (특별출연)